# Plymouth megye (Iowa)
Plymouth megye az Amerikai Egyesült Államokban, azon belül Iowa államban található. Lakosainak száma 25 698 fő (2020. április 1.).. Megyeszékhelye és legnagyobb városa Le Mars.

## Szomszédos megyék
- Sioux megye (észak)
- Cherokee megye (kelet)
- Woodbury megye (dél)
- Union megye (nyugat)
- O’Brien megye

## Népesség
A megye népessége az elmúlt években az alábbi módon változott:
| Lakosok száma | 22 209 | 23 129 | 24 965 | 24 875 | 24 912 | 24 957 | 24 800 | 25 698 |
|               | 1900   | 1910   | 2010   | 2011   | 2012   | 2013   | 2015   | 2020   |